# Hester Chapone
Hester Mulso Chapone (Twywell, 1727 – 1821) è stata una scrittrice britannica.

## Biografia
Autodidatta, a 18 anni scrisse la sua prima poesia conosciuta intitolata To Peace. Written during the Late Rebellion. 1745. Fu membro del Circolo delle Blue Stockings assieme ad Elizabeth Carter, Fanny Burney ed Elizabeth Montagu, tra le altre. Conobbe Samuel Johnson, con il quale collaborò alla rivista The Rambler, il quale fu un grande ammiratore della sua poetica, in particolare di To Stella, una poesia apertamente schierata contro l'amore ed in favore dell'amicizia. Nel 1760 sposò John Chapone, del quale rimase vedova dopo appena un anno, indi visse da sola a Londra, dove pubblicò Letter Written on the Improvement of the Mind (1773), un'opera che influenzò particolarmente i genitori e gli educatori, e Miscellanies in Verse and Prose (1775). Strinse una forte amicizia con Samuel Richardson, il quale l'avrebbe assurta a modella di una delle sue eroine secondo Mary Delany. Nel 1807 fu pubblicato postumo un volume con le sue opere assieme alla corrispondenza intrattenuta con Richarson.